# Nukufetau

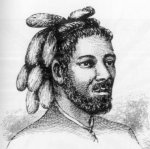
Mężczyzna z Nukufetau (1831)

Nukufetau – atol należący to archipelagu Tuvalu o powierzchni lądowej 3 km².
Atol położony jest 106 km na północny zachód od Funafuti. Liczy 35 koralowych wysp (zwanych motu), ułożonych w kształt prostokąta wokół laguny o powierzchni około 13 × 7 km. Według spisu z 2012 roku atol zamieszkuje 536 ludzi. Większość osób przebywa na wyspie Savave (południowo-zachodnia część Nukufetau), na której znajdują się dwie wioski: Aulotu (331 osób) i Maneapa (191 osób).
Nazwa atolu pochodzi od słów te fetau – rodzaju drzewa występującego na tych wyspach, z którego wyrabia się narzędzia, oraz nuku, co oznacza miejsce do życia.
Pierwszą osobą świata zachodniego, która trafiła na wyspę, był Amerykanin Arent de Peyster, który nazwał atol od swojego nazwiska: De Peyster's Group. Na początku XX wieku na atolu osiedlił się australijski pisarz George Lewis Becke. Przybył tam w 1881 roku, otworzył sklep i poślubił pochodzącą z wysp Neleę Tikena. Swoje doświadczenia opisał w opowiadaniu The Fisher Folk of Nukufetau. Również w tym okresie na Nukufetau mieszkał Brytyjczyk, Alfred Restieaux. Wiele osób, które obecnie mieszka na atolu jest jego potomkami.
Mieszkańcy Nukufetau odegrali ważną rolę w uratowaniu asa myśliwskiego Edwarda Rickenbackera, który rozbił się w pobliżu wyspy w październiku 1942 roku. Podczas II wojny światowej amerykańscy żołnierze stacjonowali na wyspie Motulalo od 1943 roku. Zbudowali na swoje potrzeby lotnisko w kształcie litery X (obecnie jest ono zarośnięte i nieużywane).
Na Nukufetau znajduje się szkoła podstawowa (Tutasi Primary School) i przedszkole (Nukufetau Pre-School) (stan na 2014 rok).
Wyspy należące do Nukufetau:

- Asau
- Faiava Lasi
- Faiava Foliki
- Fale
- Funaota
- Kogo Loto Lafaga
- Lafanga
- Matanukulaelae
- Motufetau
- Motulalo
- Motuloa
- Motulua
- Motumua
- Muliafua
- Niualei
- Niualuka
- Niuatui
- Niuatali
- Niuelesolo
- Niutepu
- Oua
- Sakalua
- Savave
- Teafatule
- Teafuafaleniu
- Teafualetia
- Teafuamua
- Teafuaniua
- Teafuanonu
- Teafuapolau
- Teafuatutu
- Teafuavea
- Teafuone
- Teafuatakalau
- Temotuloto